# Shelby Rogersová
Shelby Nicole Rogersová (nepřechýleně Rogers, * 13. října 1992 Mount Pleasant, Jižní Karolína), je americká profesionální tenistka. Ve své dosavadní kariéře nevyhrála na okruhu WTA Tour žádný turnaj. V rámci okruhu ITF získala šest titulů ve dvouhře a dva ve čtyřhře.
Na žebříčku WTA byla ve dvouhře nejvýše klasifikována v srpnu 2022 na 30. místě a ve čtyřhře v únoru téhož roku na 40. místě. Trénuje ji Polák Piotr Sierzputowski, bývalý kouč Świątekové. Dříve tuto roli plnili Matt Manasse a Marc Lucero.
V americkém týmu Billie Jean King Cupu debutovala v roce 2017 čtvrtfinálem světové skupiny proti Německu, kde vyhrála s Mattekovou-Sandsovou čtyřhru po skreči soupeřek. Američanky postoupily výsledkem 4:0. V následném semifinále proti České republice prohrála dvouhru s Kateřinou Siniakovou. Americké tenistky přesto zvítězily 3:2 na zápasy. Ve finále pak s Coco Vandewegheovou vyhrála závěrečnou a rozhodující čtyřhru proti Běloruskám Sabalenkové a Sasnovičové. Spojené státy získaly pohár po výhře 3:2 na zápasy. Do listopadu 2023 v soutěži nastoupila k šesti mezistátním utkáním s bilancí 0–3 ve dvouhře a 2–1 ve čtyřhře.
V roce 2021 absolvovala hlavní bakalářský obor psychologie a vedlejší obor španělština na Indiana University East (B.S.).

## Tenisová kariéra
Na nejvyšší grandslamové úrovni vypadla v úvodním kole US Open 2010 s čínskou tenistkou Šuaj Pchengovou po vyrovnaném průběhu. V kvalifikaci Australian Open 2013 nepřešla první kolo.
Hlavní soutěž grandslamové dvouhry si poprvé zahrála na French Open 2013, kam získala jedinou divokou kartu určenou Američance. V úvodním kole porazila francouzskou hráčku Irenu Pavlovicovou, aby ji v další fázi vyřadila dvacátá nasazená Španělka Carla Suárezová Navarrová po třísetovém průběhu. Do druhého kola prošla také na US Open 2014, kde na ni v prvním kole nestačila Ukrajinka Maryna Zanevská. Poté ji vystavila stopku italská turnajová jedenáctka Flavia Pennettaová.

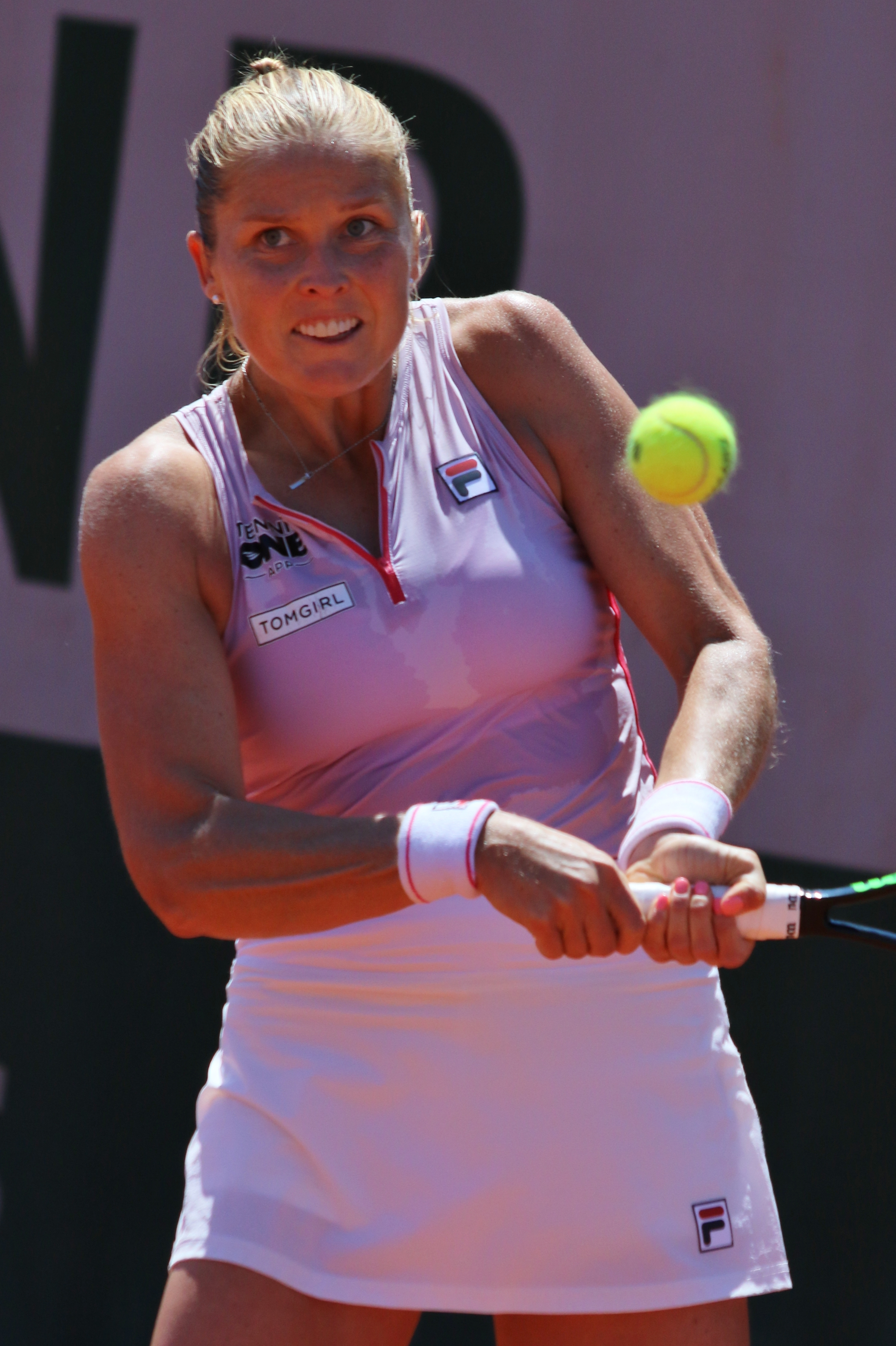
Bekhend na French Open 2021

První finále na okruhu WTA Tour odehrála na červencovém Gastein Ladies 2014, probíhajícím na antuce v alpských lázních Bad Gastein. Do hlavní soutěže prošla z kvalifikace. Na cestě do finále překvapivě vyřadila mimo jiné turnajovou trojku Suárezovou Navarrovou, turnajovou sedmičku Camilu Giorgiovou a v semifinále druhou nasazenou Saru Erraniovou. Až v boji o titul ji zastavila německá světová dvacítka Andrea Petkovicová ve dvou setech. Premiérové vítězství nad hráčkou elitní světové desítky zaznamenala na Canada Masters 2014, kde zdolala čerstvou finalistku Wimbledonu a osmou ženu pořadí Eugenii Bouchardovou. Kanaďance uštědřila, jako kvalifikantka, v jejím rodišti dokonce dva „kanáry“, když duel druhého kola skončil divokým výsledkem 6–0, 2–6 a 6–0.
Do debutového ročníku soutěže vycházejících hvězd na Turnaji mistryň 2014 splnila kvalifikační kritéria a fanoušci ji následně zvolili jako jednu ze čtyř účastnic. V základní skupině vyhrála jediný ze tří zápasů, když zdolala Kazašku Zarinu Dijasovou. Následně však podlehla čínské hráčce Saj-saj Čengové i Portoričance Mónicou Puigovou a obsadila konečné třetí místo.
Do čtvrtfinále grandslamu se poprvé podívala na French Open 2016, když z pozice 108. ženy klasifikace na její raketě skončily sedmnáctá nasazená Karolína Plíšková, Jelena Vesninová, turnajová desítka Petra Kvitová a také rumunská pětadvacátá nasazená Irina-Camelia Beguová. Stala se tak, vyjma sester Sereny a Venus Williamsvých, první Američankou ve čtvrtfinále Roland Garros od roku 2005, kdy si tuto fázi zahrála Lindsay Davenportová. Postup mezi poslední osmičku jí také zajistil kariérní žebříčkové maximum, když měla jistotu posunu do první šedesátky. Ve čtvrtfinále ji však vyřadila čtvrtá nasazená Španělka Garbiñe Muguruzaová ve dvou setech.
Z pozice sté šestnácté hráčky žebříčku porazila ve čtvrtfinále lexingtonského Top Seed Open 2020 devátou ženu klasifikace Serenu Williamsovou. Potřetí v kariéře tak vyřadila členku první světové desítky. Následně ji vyřadila Švýcarka Jil Teichmannová.

## Finále na okruhu WTA Tour
| Legenda                                      |
| -------------------------------------------- |
| D – dvouhra; Č – čtyřhra                     |
| Grand Slam (0)                               |
| Turnaj mistryň (0)                           |
| Premier Mandatory & Premier 5 / WTA 1000 (0) |
| Premier / WTA 500 (0–1 Č)                    |
| International / WTA 250 (0–2 D; 0–1 Č)       |

### Dvouhra: 3 (0–3)
| Stav       | Č. | Datum             | Turnaj                   | Povrch | Soupeřka ve finále     | Výsledek           |
| ---------- | -- | ----------------- | ------------------------ | ------ | ---------------------- | ------------------ |
| Finalistka | 1. | 13. července 2014 | Bad Gastein, Rakousko    | antuka | Andrea Petkovicová     | 3–6, 3–6           |
| Finalistka | 2. | 21. února 2016    | Rio de Janeiro, Brazílie | antuka | Francesca Schiavoneová | 6–2, 2–6, 2–6      |
| Finalistka | 3. | 7. srpna 2022     | San José, Spojené státy  | tvrdý  | Darja Kasatkinová      | 7–6(7–2), 1–6, 2–6 |

### Čtyřhra: 1 (0–1)
| Stav       | Č. | Datum          | Turnaj           | Povrch | Spoluhráčka      | Soupeřky ve finále                                | Výsledek         |
| ---------- | -- | -------------- | ---------------- | ------ | ---------------- | ------------------------------------------------- | ---------------- |
| Finalistka | 1. | 19. dubna 2015 | Bogotá, Kolumbie | antuka | Irina Falconiová | Paula Cristina Gonçalvesová Beatriz Haddad Maiová | 3–6, 6–3, [6–10] |

## Finále na okruhu ITF
| Dotace turnajů okruhu ITF | Dotace turnajů okruhu ITF |
| ------------------------- | ------------------------- |
| 100 000 $ tournaments     | 80 000 $ tournaments      |
| 75 000 $ tournaments      | 60 000 $ tournaments      |
| 50 000 $ tournaments      | 25 000 $ tournaments      |
| 15 000 $ tournaments      | 10 000 $ tournaments      |

### Dvouhra: 10 (6–4)
| Stav       | Č. | Datum             | Turnaj                              | Povrch    | Soupeřka ve finále      | Výsledek           |
| ---------- | -- | ----------------- | ----------------------------------- | --------- | ----------------------- | ------------------ |
| Finalistka | 1. | 4. května 2010    | Indian Harbour Beach, Spojené státy | antuka    | Edina Gallovits-Hallová | 2–6, 6–3, 6–4      |
| Vítězka    | 1. | 10. července 2012 | Yakima, Spojené státy               | tvrdý     | Samantha Crawfordová    | 6–4, 6–7(3–7), 6–3 |
| Finalistka | 2. | 25. září 2012     | Las Vegas, Spojené státy            | tvrdý     | Lauren Davisová         | 6–7(5–7), 6–2, 6–2 |
| Vítězka    | 2. | 23. dubna 2013    | Charlottesville, Spojené státy      | antuka    | Allie Kiicková          | 6–3, 7–5           |
| Vítězka    | 3. | 28. července 2013 | Lexington, Spojené státy            | tvrdý     | Julie Coinová           | 6–4, 7–6(7–3)      |
| Vítězka    | 4. | 23. září 2013     | Albuquerque, Spojené státy          | tvrdý     | Anna Tatišviliová       | 6–2, 6–3           |
| Finalistka | 3. | 28. září 2015     | Las Vegas, Spojené státy            | tvrdý     | Michaëlla Krajiceková   | 3–6, 1–6           |
| Vítězka    | 5. | září 2019         | Templeton, Spojené státy            | tvrdý     | Coco Vandewegheová      | 4–6, 6–2, 6–3      |
| Finalistka | 4. | říjen 2019        | Macon, Spojené státy                | tvrdý     | Katerina Stewartová     | 7–6(7–2), 3–6, 2–6 |
| Vítězka    | 6. | únor 2020         | Midland, Spojené státy              | tvrdý (h) | Anhelina Kalininová     | bez boje           |

### Čtyřhra: 7 (2–5)
| Stav       | Č. | Datum         | Turnaj                         | Povrch    | Spoluhráčka            | Soupeřky ve finále                        | Výsledek          |
| ---------- | -- | ------------- | ------------------------------ | --------- | ---------------------- | ----------------------------------------- | ----------------- |
| Finalistka | 1. | červen 2010   | Mount Pleasant, Spojené státy  | tvrdý     | Petra Rampreová        | Kaitlyn Christianová Caitlin Whoriskeyová | 6–4, 6–2          |
| Vítězka    | 1. | červenec 2012 | Denver, Spojené státy          | tvrdý     | Marie-Ève Pelletierová | Lauren Embreeová Nicole Gibbsová          | 6–3, 3–6, [12–10] |
| Finalistka | 2. | duben 2013    | Charlottesville, Spojené státy | antuka    | Nicole Gibbsová        | Nicola Slaterová Coco Vandewegheová       | 6–3, 7–6(7–4)     |
| Finalistka | 3. | duben 2014    | Dothan, Spojené státy          | tvrdý     | Olivia Rogowská        | Anett Kontaveitová Ilona Kremenová        | 1–6, 7–5, [5–10]  |
| Vítězka    | 2. | červen 2015   | Eastbourne, Spojené království | tráva     | Coco Vandewegheová     | Jocelyn Raeová Anna Smithová              | 7–5, 7–6(7–1)     |
| Finalistka | 4. | únor 2016     | Midland, Spojené státy         | tvrdý (h) | Naomi Broadyová        | Catherine Bellisová Ingrid Neelová        | 2–6, 4–6          |
| Finalistka | 5. | květen 2016   | Charlottesville, Spojené státy | antuka    | Alexandra Panovová     | Asia Muhammadová Taylor Townsendová       | 6–7(4), 0–6       |

## Finále soutěží družstev: 1 (1–0)
| Stav    | Č. | Datum                  | Soutěž                   | Povrch    | Spoluhráči                                            | Finalisté                                                                 | Výsledek |
| ------- | -- | ---------------------- | ------------------------ | --------- | ----------------------------------------------------- | ------------------------------------------------------------------------- | -------- |
| Vítězka | 1. | 11.–12. listopadu 2017 | Fed Cup Minsk, Bělorusko | tvrdý (h) | Sloane Stephensová Coco Vandewegheová Alison Riskeová | Aryna Sabalenková Aljaksandra Sasnovičová Věra Lapková Lidzija Marozavová | 3–2      |